# Марк Корнелий Цетег (консул 160 пр.н.е.)
Вижте пояснителната страница за други личности с името Марк Корнелий Цетег.
Марк Корнелий Цетег (на латински: Marcus Cornelius Cethegus) e политик на Римската република през 2 век пр.н.е. Принадлежи към клон Цетег на фамилията Корнелии.
През 171 пр.н.е. той е в делегацията, водена от консула Гай Касий Лонгин, която трябва да спре война без съгласието на сената. През 169 пр.н.е. се занимава със заселването на колонията Аквилея чрез нови колонисти (tresvir coloniae deducendae). През 160 пр.н.е. е избран за консул заедно с Луций Аниций Гал.